# 5892 Milesdavis
Az 5892 Milesdavis (ideiglenes jelöléssel 1981 YS1) egy marsközeli kisbolygó. A Bíbor-hegyi Obszervatórium fedezte fel 1981. december 23-án.
Nevét Miles Dewey Davis amerikai dzsesszzenész után kapta.